# Peter Peckard
Peter Peckard (circa 1718 - 8 december 1797) was lid van de Engelse Whig Party, Vice-Chancellor van de Universiteit van Cambridge, lid van de Church of England, minister, en aanhanger van het abolitionisme. Vanaf 1781 was hij Master aan het Magdalene College in Cambridge. In 1782 trad hij toe tot de Universiteit van Cambridge en in 1784 werd hij Vice-Chancellor. In 1785 werd hij benoemd tot Doctor of Divinity (DD) per literas regias. In april 1792 werd Peckard deken van Peterborough.

## Biografie
Peter Peckard was de zoon van de eerwaarde John Peckard van Welbourn, Lincolnshire. Peter Peckard meldde zich als zestienjarige op 20 juli 1734 aan voor het Corpus Christi College, Oxford en werd op 9 oktober 1734 toegelaten. In 1738 behaalde hij zijn bachelorgraad (B.A.) en in maart 1741-1742 zijn M.A. (Master of Arts). In 1744 werd hij scholaris of probationary fellow. Hij werd in 1746 priester bij de Church of England. Naar verluidt was hij kapelaan in het leger en vestigde zich voor korte tijd in Huttingdon. Op 13 juni 1755 trouwde hij met Martha Ferrar (1729-1805), de oudste dochter van Edward Ferrar, advocaat in Huntingdon. Peter Peckard was van 1747-1750 vicaris in de St Martin's Church, Lincoln en rector van Skelton (1748-1760).
In 1760 werd Peter Peckard benoemd aan de parochies van Fletton en Yaxley, beide in de buurt van Peterborough. Voor het tegelijkertijd bekleden van deze twee posten was dispensatie nodig, die hij maar met moeite verkreeg van Thomas Secker, de aartsbisschop van Canterbury. Peckard had onorthodoxe opvattingen in de kwestie over 'de tussentijdse of afgescheiden staat van een bewuste existentie tussen dood en wederopstanding'. Zijn examen werd meerdere keren verdaagd. Uiteindelijk verkreeg hij dispensatie, maar pas nadat hij vier artikelen had getekend om zijn opvattingen tot op zekere hoogte bij te stellen en op het moment dat de tweede beneficie over een dag of twee zou eindigen.
In 1766 werd Peckard kapelaan van het eerste regiment van de Grenadier Guards en diende daarmee in Duitsland. Het rectoraat van Fletton behield hij tot aan zijn dood, maar hij verliet het pastoraat van Yaxley in 1777. Hij was prebendary van de Anglicaanse Kerk in Clifton in de Lincoln Cathedral vanaf 9 mei 1774 en van Rampton in Southwell Minster vanaf 23 oktober 1777 tot aan zijn dood. In 1777 was hij, onder dispensatie, tevens priester van de civil parish Tansor in Northamptonshire en van 1793 tot 1797 van Abbot's Ripton, vlakbij Huntingdon.
In 1781 werd Peter Peckard aangesteld als hoofd van het Magdalene College van de Universiteit van Cambridge dankzij de Visitor of the College John Griffin (later Lord Howard de Walden) die als eigenaar van het landgoed Audley End presentatierecht had. Hij trad toe tot de Universiteit van Cambridge in 1782 en benoemd tot Vice-Chancellor in 1784 en in 1785 Doctor of Divinity (DD) per literas regias. In april 1792 werd hij door de Britse kroon naar de deanery van Peterborough    gezonden. Hij bouwde een nieuwe pastoriewoning in Fletton en kreeg toestemming van de eigenaar John Proby, tweede Earl van Carysfort, om zijn opvolger aan te wijzen. Peckard stierf op 8 december 1797 en werd begraven in de kathedraal van Peterborough. Peckard liet onroerend goed na aan het Magdalene College en richtte twee studiebeurzen op.

## Werken
Naar aanleiding van het bloedbad van het slavenschip Zong in 1781 sprak Peckard zich in zijn preken krachtig uit tegen de slavenhandel. Een aantal van deze preken werden gepubliceerd als traktaten en pamfletten.
Na zijn benoeming tot Vice-Chansellor van de Universiteit van Cambridge poneerde hij in een Latijnse essaywedstrijd de vraag: Anne Liceat Invitos in Servitutem Dare? ('Is het gewettigd om een mens zonder diens toestemming tot slaaf te maken?'). De eerste prijs ging naar Thomas Clarkson, die later de vooraanstaand actievoerder voor de zaak van het abolitionisme zou worden.
Peter Peckard publiceerde preken met een liberale strekking. Later in zijn leven vestigde hij in zijn preken de aandacht op het kwaad van de slavernij. Aartsbisschop Secker meende onorthodoxe opvattingen aan te wijzen in de volgende documenten:
- Observations on the Doctrine of an intermediate State, 1756.
- Further Observations on the Doctrine of an Intermediate State, 1757. Dit document was een antwoord op de vragen van Thomas Morton, rector van Bassingham.

Peckards meningen werden ook bekritiseerd door Caleb Fleming in zijn Survey of the Search of the Souls (1759) en door hem verdedigd in Observations on Mr. Fleming's Survey (1759), waarop Fleming A Defence of the Conscious Scheme against that of the Mortalist schreef.
Enkele van de preken en traktaten van Peckard zijn:
- The popular Clamour against the Jews indefensible, 1753.
- A Dissertation on Revelation, chap. xi. ver. 13, 1756. Peckard schreef deze dissertatie om te bewijzen dat bovengenoemde passage profetisch was en werd vervuld door de aardbeving in Lissabon. Hij werd bekritiseerd in The Gentleman's Magazine, 1756 (pag.138-139) en verdedigd door de auteur in hetzelfde tijdschrift (pag. 213-214).
- The proper Stile of Christian Oratory, 1770 (tegen theatrale voordracht).
- National Crimes the Cause of National Punishments, 1795. Dit traktaat beleefde drie heruitgaven en behandelde voornamelijk de slavenhandel, waarover Peckard vaak predikte.

In 1776 publiceerde Peckard anoniem de verhandeling Subscription with Historical Extracts en in 1778 het pamflet Am I not a Man and a Brother?
Peckards schoonvader, Edward Ferrar, liet hem per testament veel boeken en geschriften na, waaronder A Life by John Ferrar, van Nicholas Ferrar van de gemeenschap Little Gidding. Hij publiceerde het in 1790 onder de titel Memoirs of the Life of Mr. Nicholas Ferrar,  waar echter een aantal redactionele wijzigingen in waren aangebracht. Het boek werd herdrukt, met een paar weglatingen, in Christopher Wordsworths Eclesiastical Biography (v. 69-266) en in verkorte vorm afzonderlijk gepubliceerd in 1852. Aan enkele van Peckards manuscripten - nuttig voor studenten van de genealogie van de eerste kolonisten van Nieuw Engeland - werd gerefereerd in First Records of Anglo-American Colonisation, Boston, 1859, van John Wingate Thornston.
In The Gentleman's Magazine, 1799 (deel I, pag. 325) staat een poëtisch essay over Peckard. Een epitaaf (grafschrift) voor hem en zijn vrouw Martha Ferrar Peckard, staat in de editie uit 1789 van hetzelfde tijdschrift (deel II, pag. 748).